# Шайтанка (верхний приток Уя)
Шайта́нка — река в России, протекает в Новосибирской и Омской областях. Исток Шайтанки находится на территории Новосибирской области, на Васюганской равнине. Устье реки находится в 256 км по правому берегу реки Уй. Длина реки — 55 км, площадь её водосборного бассейна — 716 км². На реке стоят небольшие населённые пункты Омской области — Соловьёвка и Неждановка (от истока к устью).

## Бассейн
- Щелканка лв
- Логозинка пр
- Алтурай пр
  - Дозоров Ров лв
  - Пилипов Ров лв
  - Гороховый Ров лв
  - Малый Алтурай пр
    - Никифорова пр
    - Большакова лв

  - Семёновка лв
- Семиречка лв
- Первая Речка лв
- Вторая Речка лв
- Третья Речка лв

## Данные водного реестра
По данным государственного водного реестра России относится к Иртышскому бассейновому округу, водохозяйственный участок реки — Иртыш, речной подбассейн реки — Иртыш до впадения Ишима (российская часть бассейна). Речной бассейн реки — Иртыш от впадения р. Омь до впадения р. Ишим без р. Оша.